# Jacques Sirmond
Jacques Sirmond (12 d'octubre de 1559, Riom - † 7 d'octubre de 1651, París) fou un jesuïta francès, historiador i gran patrístic. Fou confessor del rei Lluís XIII de França.
Fou educat al col·legi jesuïta de Billom. Fou novici a Verdun i després a Pont-Mousson. Entrà a la Companyia de Jesús el 26 de juliol del 1576. Després d'haver ensenyat retòrica a París, va viure durant molt de temps a Roma. Entre el 1590 i el 1608 fou secretari de Claudio Acquaviva, i el 1637 es convertí en confessor de Lluís XIII.